# Ondernemend leren
Mate van vrijheid
van de lerende om zijn eigen leerproces in te richten (afnemend van boven naar beneden)
| Vrij        |
| Onderneming |
| Project     |
| Probleem    |
| Opdracht    |
| Taak        |
| Instructie  |

Het voornaamste middel dat de onderwijsvorm gebruikt is een indicatie
Ondernemend leren is een term in het onderwijs die verwijst naar een manier om competenties te ontwikkelen, die past bij de talenten en passies van een "ondernemende leerling". Het uiteindelijke doel is dat de leerling een eigen bedrijf opricht. 
Een belangrijk principe van het ondernemend leren is dat de persoonlijke ontwikkeling, het leren van vaardigheden en het gericht zijn op een eigen onderneming, onlosmakelijk met elkaar zijn verbonden.

## Geschiedenis
Het principe van "learning by doing" - bedacht door de onderwijsfilosoof John Dewey - werd door de Horace A. Moses in de zakenwereld geïntroduceerd. Hij werd daarin gesteund door persoonlijkheden als Henry Ford, John D. Rockefeller en Walt Disney. Deze steun resulteerde in Junior Achievement, een organisatie met meer dan 350.000 vrijwilligers met als doel lerende te leren over werk, ondernemerschap en financiën. Deze aanpak wordt gezien als de eerste vorm van ondernemend leren.  In Nederland gaat de stichting Jong Ondernemen, een initiatief van VNO-NCW,  uit van dit principe van "leren door te doen". 
"Leren door waardecreatie" is een meer recente visie op ondernemend leren. Het gaat dan meer om ondernemend gedrag dan om het leren ondernemen. Ondernemend gedrag betekent in die context het creëren van innovatieve ondernemingen en het toevoegen van waarde. Dit gedrag kan overigens ook plaatsvinden binnen bestaande organisaties.
De Rijksdienst voor Ondernemend Nederland (RVO) - voorheen Agentschap NL - stimuleert het ondernemerschap in het onderwijs sinds 2008 met het Actieprogramma Onderwijs en Ondernemen. Het actieprogramma is een initiatief van de ministeries van Economische Zaken en Onderwijs, Cultuur en Wetenschap. De RVO steunt zowel onderwijsprojecten die het principe "leren ondernemen" (de zogenoemde business schools) als het "ondernemend leren" omarmen, zoals in het basisonderwijs Meesterlijk Ondernemen in Drenthe.

## Toepassing
Ondernemend leren werd in het verleden als methode of vak op veel scholen aangeboden aan studenten met een ondernemend profiel en interesse voor ondernemen. In de huidige betekenis, die minimaal het toevoegen van maatschappelijke waarde vereist, is het een ervaring die relevant kan zijn voor alle type studenten. Uit onderzoek is echter gebleken dat deze brede toepassing drempels opwerpt als tijd, geld en middelen en het overwinnen van weerstanden bij docenten vraagt. Deze weerstanden ontstaan door het contrast tussen de traditionele en de ondernemende manier van onderwijzen en de paradigmaverschuiving die daardoor van docenten wordt gevraagd. Volgens onderzoekers zijn er namelijk grote overeenkomsten tussen ondernemend onderwijs en (sociaal) constructivistisch onderwijs. Andere onderwijsmethoden die verwant lijken, zijn bijvoorbeeld ervaringsgericht leren en natuurlijk leren. Het onderscheid met ondernemend leren is dat het bij deze onderwijsmethoden niet gaat om de bereikte externe groei door waardetoevoeging, maar om interne groei.

## Voorbeelden
De Organisatie voor Economische Samenwerking en Ontwikkeling (OESO) wees in Nederland het entreprenasium en het Friesland College aan als inspirerende voorbeelden. Voor België verwees de OESO naar het Koninklijk Technisch Atheneum (KTA) te Antwerpen.